# IC 3055
IC 3055 је лентикуларна галаксија у сазвјежђу Дјевица која се налази на листи објеката дубоког неба у Индекс каталогу.
Деклинација објекта је + 12° 5' 30" а ректасцензија 12h 14m 22,5s. Привидна величина (магнитуда) објекта IC 3055 износи 16,1 а фотографска магнитуда 17,0. IC 3055 је још познат и под ознакама VCC 113, PGC 39104.